# Lista universităților din România
Aceasta este o listă a universităților din România. Instituțiile de învătământ superior recunoscute de către Ministerul Educației sunt de tip:
- Instituții de stat civile - finanțate și administrate de către guvernul României
- Instituții de stat militare - finanțate și supravegheate de Ministerul Apărării Naționale
- Instituții particulare acreditate - funcționează pe baza finanțării private și au primit acreditare din partea ARACIS
- Instituții particulare cu autorizație provizorie -  funcționează pe baza finanțării private și au primit acreditare provizorie din partea ARACIS

## Instituții de învățământ superior de stat
1. Universitatea Națională de Știință și Tehnologie Politehnica București
2. Universitatea Tehnică de Construcții din București
3. Universitatea de Arhitectură și Urbanism „Ion Mincu” din București
4. Universitatea de Științe Agronomice și Medicină Veterinară din București
5. Universitatea din București
6. Universitatea de Medicină și Farmacie „Carol Davila” din București
7. Academia de Studii Economice din București
8. Universitatea Națională de Muzică din București
9. Universitatea Națională de Arte din București
10. Universitatea Națională de Artă Teatrală și Cinematografică „I. L. Caragiale” din București
11. Universitatea Națională de Educație Fizică și Sport din București
12. Școala Națională de Studii Politice și Administrative din București
13. Universitatea „1 Decembrie 1918” din Alba Iulia
14. Universitatea „Aurel Vlaicu” din Arad
15. Universitatea „Vasile Alecsandri” din Bacău
16. Universitatea „Transilvania” din Brașov
17. Universitatea Tehnică din Cluj-Napoca
18. Universitatea de Științe Agricole și Medicină Veterinară din Cluj-Napoca
19. Universitatea „Babeș-Bolyai” din Cluj-Napoca
20. Universitatea de Medicină și Farmacie „Iuliu Hațieganu” din Cluj-Napoca
21. Academia Națională de Muzică „Gheorghe Dima” din Cluj-Napoca
22. Universitatea de Artă și Design din Cluj-Napoca
23. Universitatea „Ovidius” din Constanța
24. Universitatea Maritimă din Constanța
25. Universitatea din Craiova
26. Universitatea de Medicină și Farmacie din Craiova
27. Universitatea „Dunărea de Jos” din Galați
28. Universitatea Tehnică „Gheorghe Asachi” din Iași
29. Universitatea pentru Științele Vieții „Ion Ionescu de la Brad” din Iași
30. Universitatea „Alexandru Ioan Cuza” din Iași
31. Universitatea de Medicină și Farmacie „Grigore T. Popa” din Iași
32. Universitatea Națională de Arte „George Enescu” din Iași
33. Universitatea din Oradea
34. Universitatea din Petroșani
35. Universitatea Petrol-Gaze din Ploiești
36. Universitatea „Lucian Blaga” din Sibiu
37. Universitatea „Ștefan cel Mare” din Suceava
38. Universitatea „Valahia” din Târgoviște
39. Universitatea „Constantin Brâncuși” din Târgu Jiu
40. Universitatea de Medicină, Farmacie, Științe și Tehnologie „George Emil Palade” din Târgu Mureș
41. Universitatea de Arte din Târgu Mureș
42. Universitatea Politehnica Timișoara
43. Universitatea de Științele Vieții „Regele Mihai I” din Timișoara
44. Universitatea de Vest din Timișoara
45. Universitatea de Medicină și Farmacie „Victor Babeș” din Timișoara
46. Academia Tehnică Militară „Ferdinand I” din București
47. Universitatea Națională de Apărare „Carol I” din București
48. Academia Națională de Informații „Mihai Viteazul” din București
49. Academia de Poliție „Alexandru Ioan Cuza” din București
50. Academia Forțelor Aeriene „Henri Coandă” din Brașov
51. Academia Navală „Mircea cel Bâtrân” din Constanța
52. Academia Forțelor Terestre „Nicolae Bălcescu” din Sibiu

## Instituții de învățământ superior particular
1. Universitatea Creștină „Dimitrie Cantemir” din București
2. Universitatea „Titu Maiorescu” din București
3. Universitatea „Nicolae Titulescu” din București
4. Universitatea Româno-Americană din București
5. Universitatea „Hyperion” din București
6. Universitatea „Spiru Haret” din București
7. Universitatea „Bioterra” din București
8. Universitatea Ecologică din București
9. Universitatea „Athenaeum” din București
10. Universitatea „Artifex” din București
11. Institutul Teologic Baptist din București
12. Institutul Teologic Penticostal din București
13. Institutul de Administrare a Afacerilor din Municipiul București (Ciclul universitar II)
14. Universitatea de Vest „Vasile Goldiș” din Arad
15. Universitatea „George Bacovia” din Bacău
16. Universitatea „Avram Iancu” din Cluj-Napoca (În lichidare din anul universitar 2016-2017)
17. Universitatea „Bogdan Vodă” din Cluj-Napoca
18. Institutul Teologic Protestant din Cluj-Napoca
19. Universitatea „Sapientia” din Cluj-Napoca (În limba maghiară)
20. Universitatea „Andrei Șaguna” din Constanța
21. Universitatea Internațională Danubius
22. Universitatea „Mihail Kogălniceanu” din Iași
23. Universitatea „Petre Andrei” din Iași
24. Universitatea „Apollonia” din Iași
25. Universitatea Europeană ”Drăgan” din Lugoj
26. Universitatea Agora din Municipiul Oradea
27. Universitatea „Emanuel” din Oradea
28. Universitatea Creștină „Partium” din Oradea (În limba maghiară)
29. Universitatea „Constantin Brâncoveanu” din Pitești
30. Universitatea „Româno-Germană” din Sibiu (În lichidare din anul universitar 2020-2021)
31. Universitatea „Dimitrie Cantemir” din Târgu Mureș
32. Universitatea „Tibiscus” din Timișoara
33. Universitatea Adventus din Cernica
34. Institutul Teologic Creștin după Evanghelie „Timotheus” din București

## Instituții de învățământ superior particular autorizate să funcționeze provizoriu
1. Fundația „Gaudeamus” - Universitatea „Tomis” din Constanța
2. Fundația pentru Cultură și Învățământ „Ioan Slavici” - Universitatea „Ioan Slavici” din Timișoara

## Universitați
| Denumire                                                                                          | Locație     | Înființată | Tip        |
| ------------------------------------------------------------------------------------------------- | ----------- | ---------- | ---------- |
| Universitatea Națională de Știință și Tehnologie Politehnica                                      | București   | 1920       | Publică    |
| Universitatea Tehnică de Construcții                                                              | București   | 1867       | Publică    |
| Universitatea de Arhitectură și Urbanism „Ion Mincu”                                              | București   | 1952       | Publică    |
| Universitatea de Științe Agronomice și Medicină Veterinară                                        | București   | 1852       | Publică    |
| Universitatea din București                                                                       | București   | 1864       | Publică    |
| Universitatea de Medicină și Farmacie „Carol Davila”                                              | București   | 1857       | Publică    |
| Academia de Studii Economice                                                                      | București   | 1913       | Publică    |
| Universitatea Națională de Muzică                                                                 | București   | 1864       | Publică    |
| Universitatea Națională de Arte                                                                   | București   | 1864       | Publică    |
| Universitatea Națională de Artă Teatrală și Cinematografică „Ion Luca Caragiale”                  | București   | 1954       | Publică    |
| Universitatea Națională de Educație Fizică și Sport                                               | București   | 1923       | Publică    |
| Școala Națională de Studii Politice și Administrative                                             | București   | 1991       | Publică    |
| Academia Tehnică Militară                                                                         | București   | 1949       | Militară   |
| Academia Națională de Informații „Mihai Viteazul”                                                 | București   | 1992       | Militară   |
| Academia de Poliție „Alexandru Ioan Cuza”                                                         | București   | 1991       | Militară   |
| Universitatea Națională de Apărare „Carol I”                                                      | București   | 1889       | Militară   |
| Universitatea Creștină „Dimitrie Cantemir”                                                        | București   | 1990       | Privată    |
| Universitatea „Titu Maiorescu”                                                                    | București   | 1990       | Privată    |
| Universitatea „Nicolae Titulescu”                                                                 | București   | 1990       | Privată    |
| Universitatea Româno-Americană                                                                    | București   | 1991       | Privată    |
| Universitatea „Hyperion”                                                                          | București   | 1990       | Privată    |
| Universitatea „Spiru Haret”                                                                       | București   | 1991       | Privată    |
| Universitatea Bioterra                                                                            | București   | 1990       | Privată    |
| Universitatea Ecologică                                                                           | București   | 1990       | Privată    |
| Universitatea Athenaeum                                                                           | București   | 1990       | Privată    |
| Universitatea „Artifex”                                                                           | București   | 1992       | Privată    |
| Institutul Teologic Baptist                                                                       | București   | 1921       | Privată    |
| Institutul Teologic Penticostal                                                                   | București   | 1992       | Privată    |
| Institutul de Administrare a Afacerilor                                                           | București   | 2009       | Privată    |
| Institutul Teologic Creștin dupa Evanghelie „Timotheus” din București                             | București   | 1992       | Privată    |
| Universitatea „Adventus”                                                                          | Cernica     | 1924       | Privată    |
| Universitatea „1 Decembrie 1918”                                                                  | Alba Iulia  | 1991       | Publică    |
| Universitatea „Aurel Vlaicu”                                                                      | Arad        | 1991       | Publică    |
| Universitatea de Vest „Vasile Goldiș”                                                             | Arad        | 1990       | Privată    |
| Universitatea „Vasile Alecsandri”                                                                 | Bacău       | 1961       | Publică    |
| Universitatea „George Bacovia”                                                                    | Bacău       | 1992       | Privată    |
| Universitatea Transilvania                                                                        | Brașov      | 1971       | Publică    |
| Academia Forțelor Aeriene "Henri Coandă"                                                          | Brașov      | 1912       | Militară   |
| Universitatea Tehnică                                                                             | Cluj-Napoca | 1953       | Publică    |
| Universitatea de Științe Agricole și Medicină Veterinară                                          | Cluj-Napoca | 1869       | Publică    |
| Universitatea Babeș-Bolyai                                                                        | Cluj-Napoca | 1872       | Publică    |
| Universitatea de Medicină și Farmacie „Iuliu Hațieganu”                                           | Cluj-Napoca | 1919       | Publică    |
| Academia de Muzică „Gheorghe Dima”                                                                | Cluj-Napoca | 1919       | Publică    |
| Universitatea de Artă și Design                                                                   | Cluj-Napoca | 1926       | Publică    |
| Universitatea „Bogdan Vodă”                                                                       | Cluj-Napoca | 1992       | Privată    |
| Institutul Teologic Protestant                                                                    | Cluj-Napoca | 1948       | Privată    |
| Universitatea Sapientia                                                                           | Cluj-Napoca | 2001       | Privată    |
| Universitatea „Ovidius”                                                                           | Constanța   | 1990       | Publică    |
| Universitatea Maritimă                                                                            | Constanța   | 1971       | Publică    |
| Academia Navală "Mircea cel Bătrân"                                                               | Constanța   | 1872       | Militară   |
| Universitatea „Andrei Șaguna”                                                                     | Constanța   | 1992       | Privată    |
| Universitatea Tomis din Constanța                                                                 | Constanța   | 1997       | Provizorie |
| Universitatea din Craiova                                                                         | Craiova     | 1947       | Publică    |
| Universitatea de Medicină și Farmacie                                                             | Craiova     | 1970       | Publică    |
| Universitatea „Dunărea de Jos”                                                                    | Galați      | 1948       | Publică    |
| Universitatea Tehnică „Gheorghe Asachi”                                                           | Iași        | 1937       | Publică    |
| Universitatea Tehnică „Ion Ionescu de la Brad”                                                    | Iași        | 1912       | Publică    |
| Universitatea „Alexandru Ioan Cuza”                                                               | Iași        | 1860       | Publică    |
| Universitatea de Medicină și Farmacie „Grigore T. Popa”                                           | Iași        | 1879       | Publică    |
| Universitatea Națională de Arte „George Enescu”                                                   | Iași        | 1860       | Publică    |
| Universitatea „Petre Andrei”                                                                      | Iași        | 1990       | Privată    |
| Universitatea Apollonia                                                                           | Iași        | 1991       | Privată    |
| Institutul de Studii Europene                                                                     | Iași        | 1998       | Provizorie |
| Universitatea din Oradea                                                                          | Oradea      | 1990       | Publică    |
| Universitatea Agora                                                                               | Oradea      | 2000       | Privată    |
| Universitatea „Emanuel”                                                                           | Oradea      | 2002       | Privată    |
| Universitatea Creștină Partium                                                                    | Oradea      | 1990       | Privată    |
| Universitatea din Petroșani                                                                       | Petroșani   | 1948       | Publică    |
| Universitatea Petrol-Gaze                                                                         | Ploiești    | 1948       | Publică    |
| Universitatea „Constantin Brâncoveanu”                                                            | Pitești     | 1991       | Privată    |
| Universitatea „Lucian Blaga”                                                                      | Sibiu       | 1990       | Publică    |
| Academia Forțelor Terestre "Nicolae Bălcescu"                                                     | Sibiu       | 1949       | Militară   |
| Universitatea „Ștefan cel Mare”                                                                   | Suceava     | 1990       | Publică    |
| Universitatea „Valahia”                                                                           | Târgoviște  | 1992       | Publică    |
| Universitatea „Constantin Brâncuși”                                                               | Târgu Jiu   | 1990       | Publică    |
| Universitatea de Medicină, Farmacie, Știință și Tehnologie „George Emil Palade”                   | Târgu Mureș | 1945       | Publică    |
| Universitatea de Arte                                                                             | Târgu Mureș | 1946       | Publică    |
| Universitatea „Dimitrie Cantemir”                                                                 | Târgu Mureș | 1991       | Privată    |
| Universitatea Politehnica                                                                         | Timișoara   | 1920       | Publică    |
| Universitatea de Științe Agricole și Medicină Veterinară a Banatului „Regele Mihai I al României" | Timișoara   | 1945       | Publică    |
| Universitatea de Vest                                                                             | Timișoara   | 1944       | Publică    |
| Universitatea de Medicină și Farmacie „Victor Babeș”                                              | Timișoara   | 1944       | Publică    |
| Universitatea „Tibiscus”                                                                          | Timișoara   | 1991       | Privată    |
| Universitatea Ioan Slavici                                                                        | Timișoara   | 2000       | Provizorie |
| Universitatea Europeană „Drăgan”                                                                  | Lugoj       | 1992       | Privată    |

Universitați
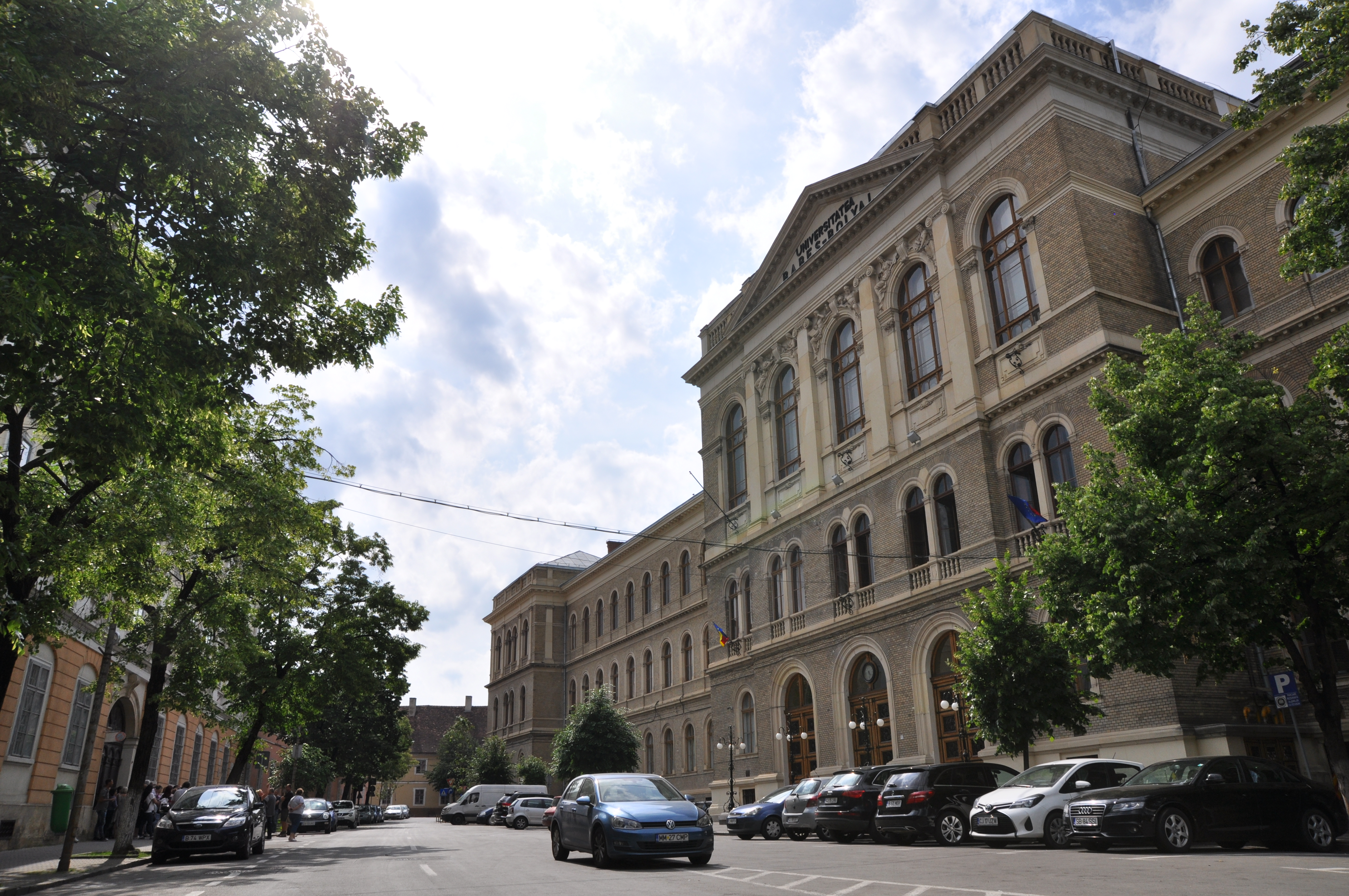
Universitatea Babeș-Bolyai din Cluj-Napoca
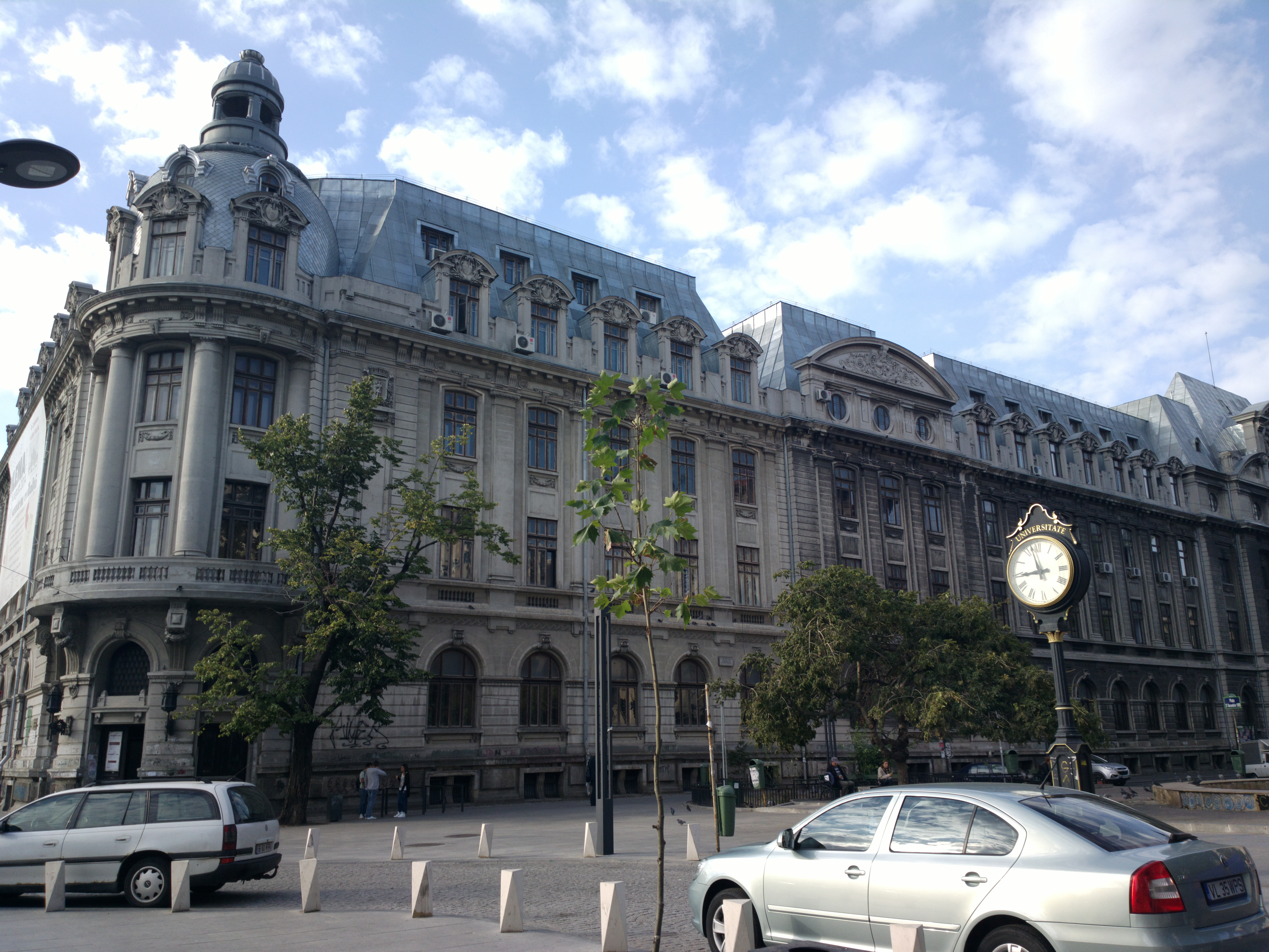
Palatul Universității din București
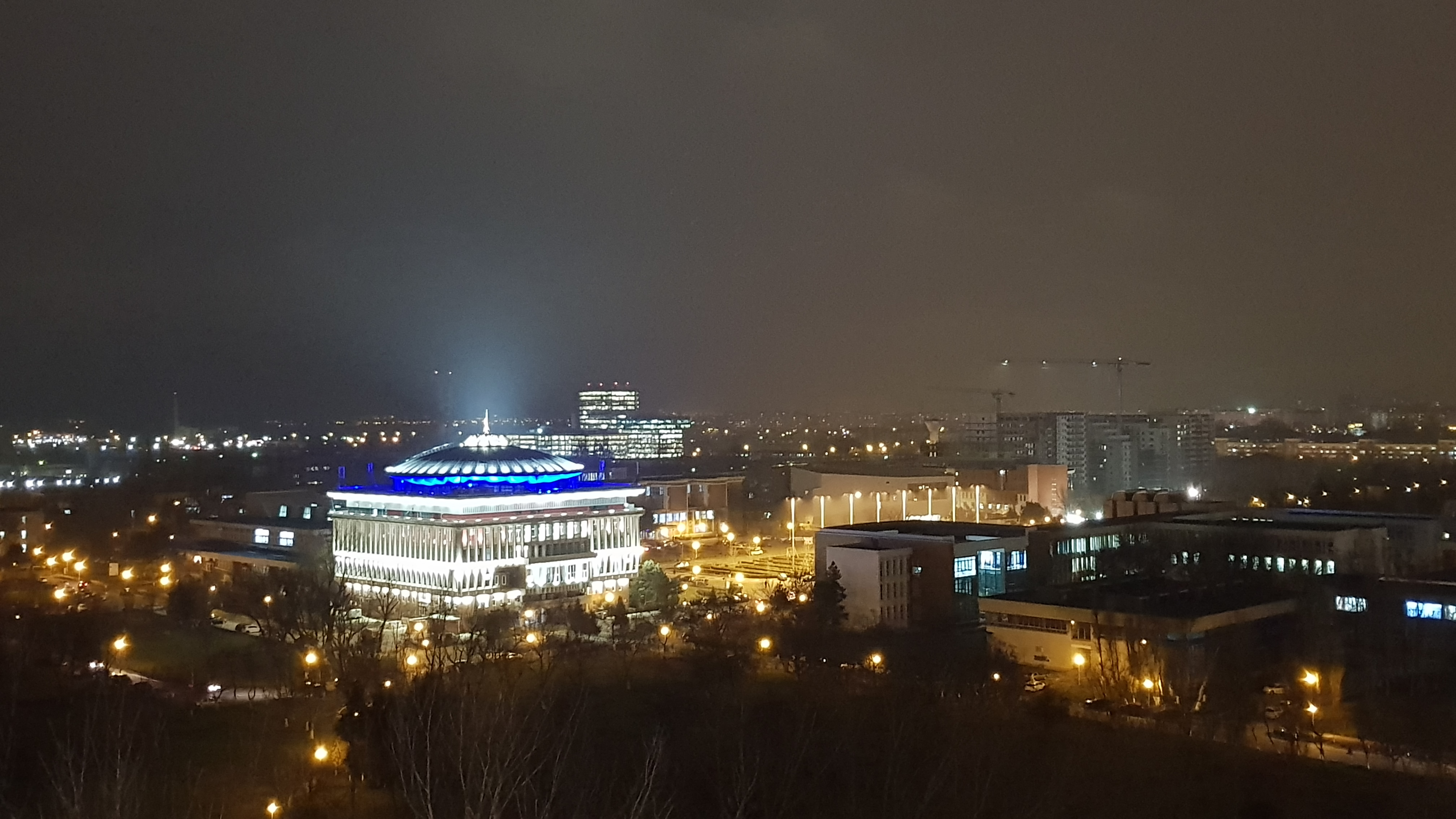
Rectoratul Universității Politehnica din București
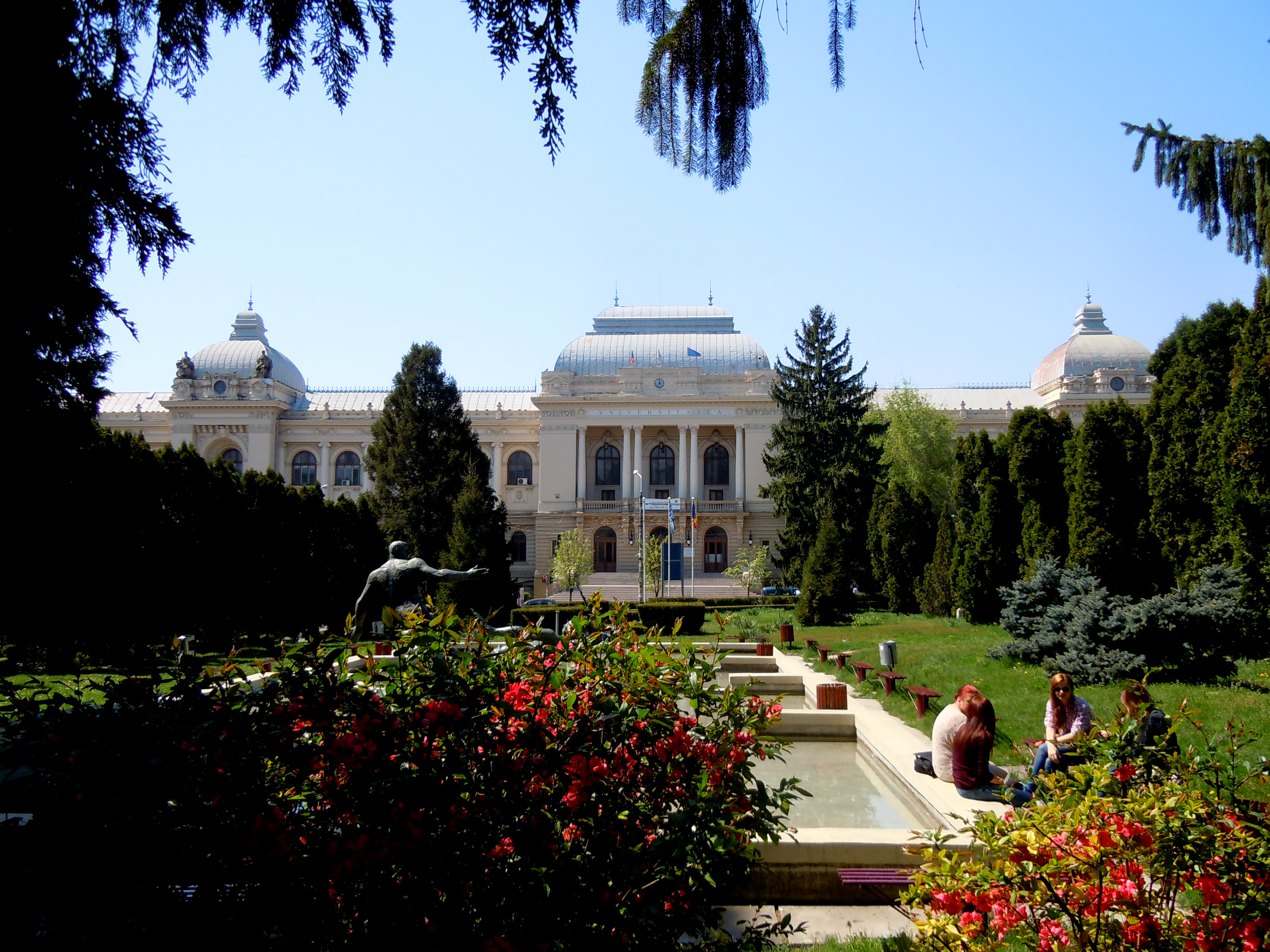
Universitatea „Alexandru Ioan Cuza” din Iași
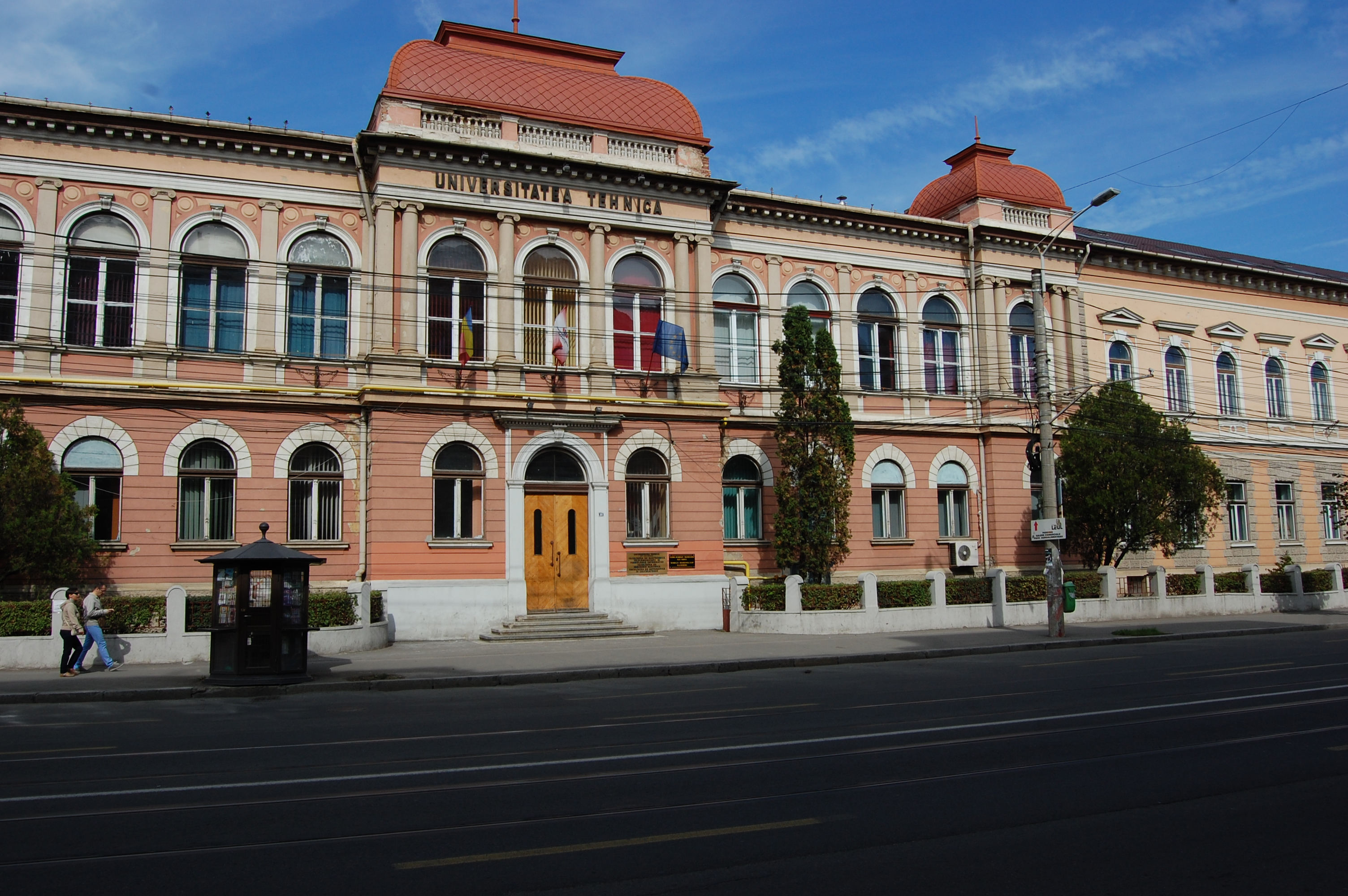
Universitatea Tehnică din Cluj-Napoca
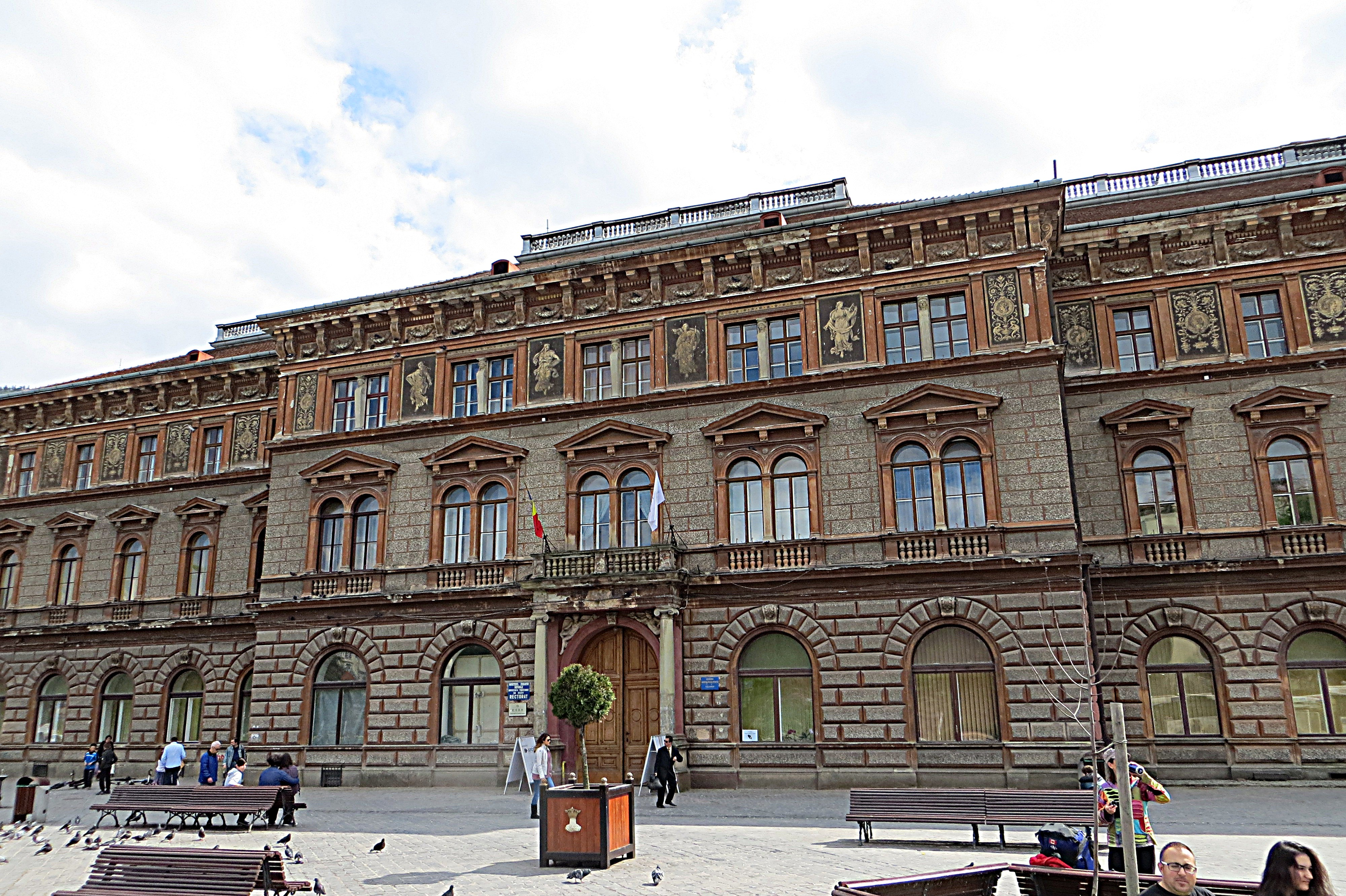
Rectoratul Universității Transilvania din Brașov
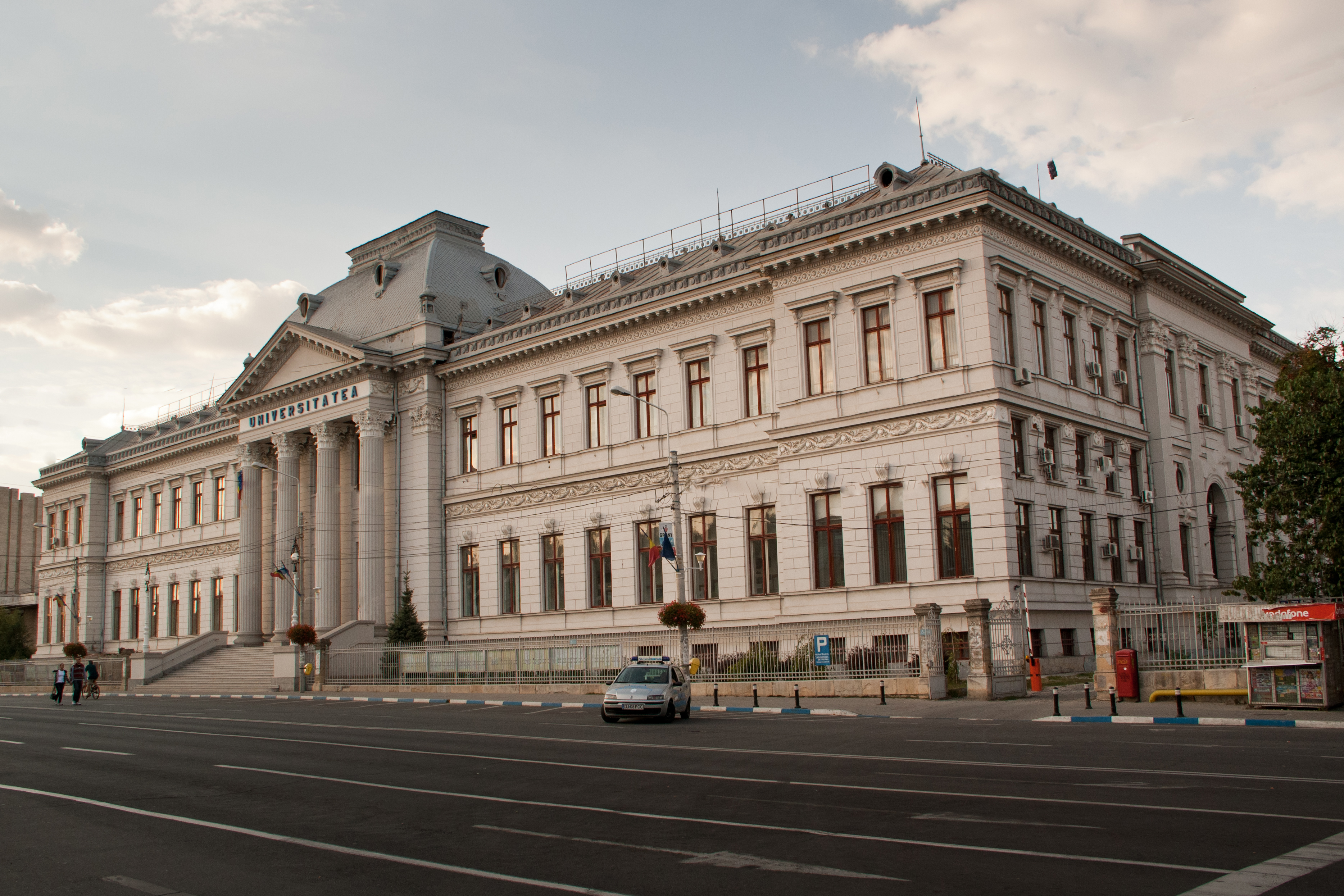
Universitatea din Craiova
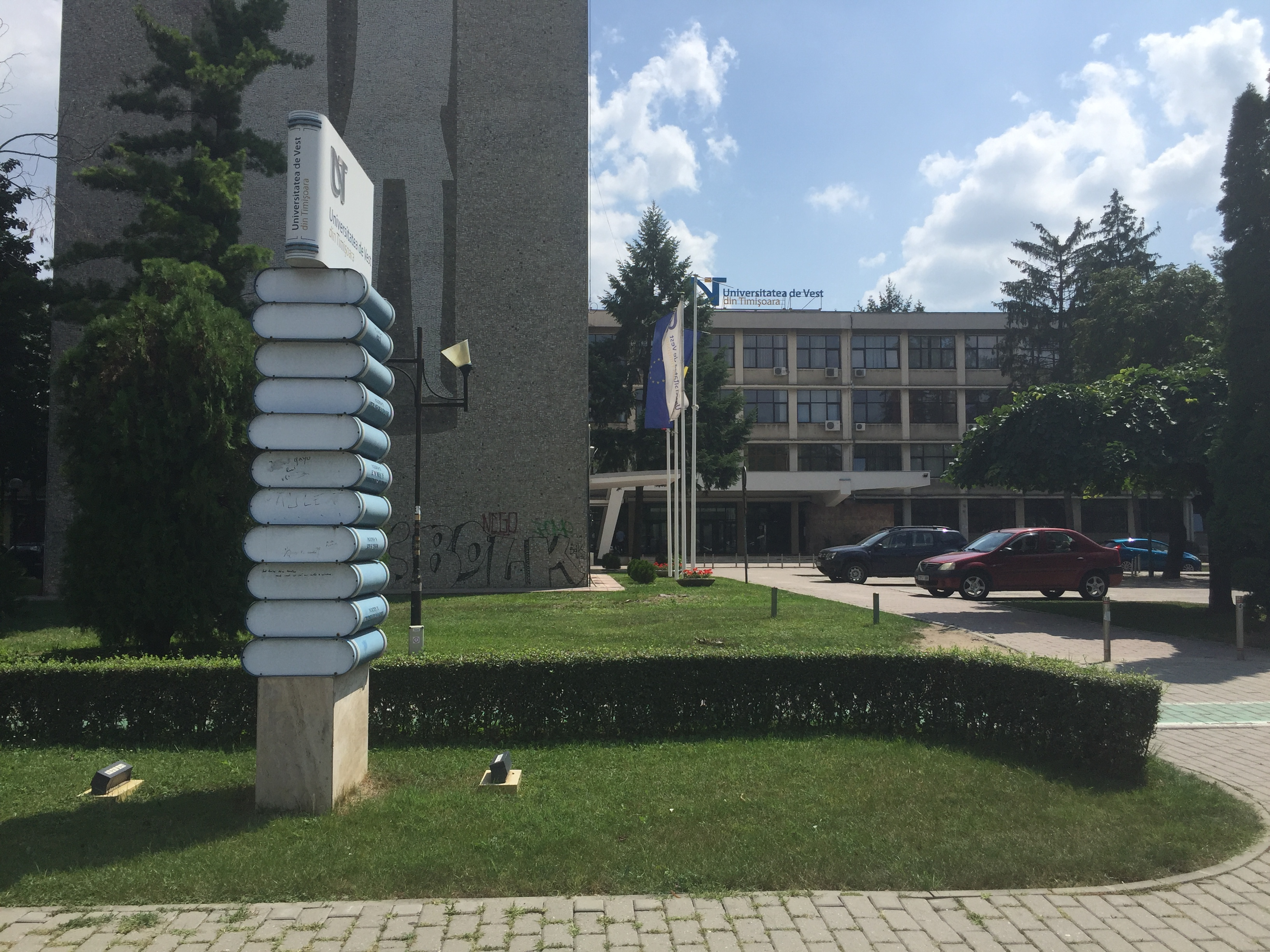
Universitatea de Vest din Timișoara

## Foste universități
| Nume                                                                               | Oraș        | Tip     | Înființată în | Închisă în | Motiv                                                                              |
| ---------------------------------------------------------------------------------- | ----------- | ------- | ------------- | ---------- | ---------------------------------------------------------------------------------- |
| Universitatea "Petru Maior"                                                        | Târgu Mureș | Publică | 1996          | 2018       | Fuziune prin absorbție de Universitatea de Medicină din Târgu Mureș                |
| Institutul Teologic Romano-Catolic                                                 | Alba Iulia  | Privată |               | 2007       |                                                                                    |
| Universitatea de Nord                                                              | Baia Mare   | Publică | 1990          | 2011       |                                                                                    |
| Academia "Ștefan Gheorghiu"                                                        | București   | Publică | 1945          | 1989       |                                                                                    |
| Institutul Teologic Romano-Catolic                                                 | București   | Privată | 1991          | 2014       |                                                                                    |
| Universitatea Financiar-Bancară                                                    | București   | Privată | 2009          | 2014       |                                                                                    |
| Universitatea "Mihail Kogălniceanu"                                                | Iași        | Privată | 1990          | 2014       |                                                                                    |
| Universitatea „Gheorghe Zane”                                                      | Iași        | Privată | 1996          | 2013       |                                                                                    |
| Universitatea "Mihai Eminescu"                                                     | Timișoara   | Privată | 1992          | 2014       |                                                                                    |
| Universitatea Română de Științe și Arte "Gheorghe Cristea"                         | București   | Privată | 1990          | 2020       |                                                                                    |
| Universitatea "George Barițiu"                                                     | Brașov      | Privată | 2002          | 2017       |                                                                                    |
| Universitatea "Mihai Viteazul"                                                     | Craiova     | Privată | 2009          | 2013       |                                                                                    |
| Universitatea "Alma Mater"                                                         | Sibiu       | Privată | 2005          |            |                                                                                    |
| Universitatea Europei de Sud-Est Lumina                                            | București   | Privată | 2010          | 2016       |                                                                                    |
| Universitatea Tehnică                                                              | Baia Mare   | Publică | 1990          | 2013       |                                                                                    |
| Universitatea din Pitești                                                          | Pitești     | Publică | 1962          | 2023       |                                                                                    |
| Școala Normală Superioară                                                          | București   | Privată | 2001          |            | Absorbită de Facultătea de Matematică și Informatică a Universității din București |
| Universitatea de Arte „Vatra”                                                      | Baia Mare   |         | 2002          |            |                                                                                    |
| Institutul Teologic Greco-Catolic „Bunavestire”                                    | Blaj        |         |               |            | Absorbită de către Universitatea „Babeș-Bolyai” din Cluj-Napoca                    |
| Universitatea Populară „Sextil Pușcariu”                                           | Brașov      |         | 1919          |            |                                                                                    |
| Universitatea „Avram Iancu”                                                        | Cluj-Napoca |         | 1992          |            |                                                                                    |
| Institutul Teologic Romano-Catolic „Sfântul Iosif”                                 | Iași        |         | 1886          |            |                                                                                    |
| Institutul Teologic Romano-Catolic Franciscan                                      | Roman       |         | 1990          |            |                                                                                    |
| Universitatea Româno-Germană                                                       | Sibiu       |         | 1989          |            |                                                                                    |
| Universitatea Creștină Dimitrie Cantemir din Timișoara                             | Timișoara   |         | 2002          |            |                                                                                    |
| Universitatea de Științe Agricole și Medicină Veterinară a Banatului din Timișoara | Timișoara   |         | 1945          |            |                                                                                    |
| Academia Comercială                                                                | Satu Mare   |         | 1997          |            |                                                                                    |
| Universitatea Tehnică „Gabor Denes”                                                | Târgu Mureș |         |               |            |                                                                                    |
| Universitatea Ecologică „Traian”                                                   | Deva        |         |               |            |                                                                                    |
| Universitatea din Pitești                                                          | Pitești     | Publică |               | 2023       | Fuziunea prin absorbție cu UNSTPB                                                  |